# Ruthwellski križ
Ruthwellski križ (eng. Ruthwell Cross), kameni anglosaski križ koji vjerojatno datira iz 8. stoljeća. kad je selo Ruthwell, danas u Škotskoj, bilo dijelom anglosaskog kraljevstva Northumbrije.
Najslavnija je i najelaboriranija anglosaska monumentalna skulptura, i moguća sadrži najstariji preživjeli tekst, koji prethodi rukopisima koji sadrže staroenglesko pjesništvo. Opisao ga je Nikolaus Pevsner; "Križevi iz Bewcastlea i Ruthwella ... najveći su doseg svog vremena u cijeloj Europi."
Križ su skršili prezbiterijanski ikonoklasti 1642. godine, a komadi su ostali u crkvenom dvorištu sve dok ih nije vratio i ponovno podigao u župnom dvoru 1823. Henry Duncan. Godne 1887. preseljen je na današnju lokaciju unutar ruthwellske crkve, Dumfriesshire, Škotska, gdje apsida koja ga drži bila posebno za to podignuta. Označena je kao scheduled monument 1921. godine, ali to je uklonjeno 2018. godine.

## Vanjske poveznice
- Službene stranice Ruthwellske crkve
- The People & Language of Early Scotland na bbc.co.uk, s poveznicom na video križa